# Nati nel 340
| Questa pagina contiene informazioni ricavate automaticamente dalle voci biografiche con l'ausilio del template Bio e di un bot. L'aggiornamento è periodico e automatico e ricostruisce completamente la pagina. Se manca una persona in questa lista, sei pregato di non aggiungerla, ma accertati piuttosto che la sua voce biografica contenga il template Bio e che i dati anagrafici siano correttamente compilati. Se il template Bio manca, inseriscilo tu stesso o, in alternativa, metti l'avviso {{tmp\|Bio}} che ne segnala la mancanza. Se i dati riportati sono sbagliati, correggi direttamente la voce biografica; le modifiche saranno visibili in questa lista entro pochi giorni. Per chiarimenti vedi il progetto biografie. La lista contiene solo le 7 persone che sono citate nell'enciclopedia e per le quali è stato implementato correttamente il template Bio. Pagina aggiornata al 10 feb 2025. |

- Papa Anastasio I, papa, vescovo e santo († 401)
- Conall Corc, sovrano irlandese
- Elen Lwyddog, romana
- Fǎxiǎn, monaco buddista e traduttore cinese († 418)
- Pammachio, senatore romano († 409)
- Pietro di Sebaste, vescovo e santo greco antico († 391)
- Priscilliano, vescovo spagnolo († 385)